# 13일의 금요일 (1980년 영화)
《13일의 금요일》(영어: Friday the 13th)은 1980년 공개된 미국의 슬래셔 영화이다. 베치 파머, 에이드리엔 킹, 해리 크로즈비, 저닌 테일러, 로리 바트럼, 케빈 베이컨 등이 출연하였다. 과거에 비극이 벌어져 버려졌던 여름 캠프장을 재개장하려고 준비하는 캠프 지도자들이 정체불명의 인물에게 하나둘 살해된다는 이야기이다.
소규모 독립 영화이지만 대형 영화사를 통해 배급되었고 들인 제작비의 100배가 넘는 흥행 수익을 올리면서 다양한 매체를 망라하는 대규모 프랜차이즈로 확장되었다.
1981년 속편 《13일의 금요일 2》가 개봉하였다.

## 줄거리
1958년 캠프 크리스털 레이크에서 두 캠프 지도자가 몰래 오두막집에서 관계를 갖다가 살해된다.
현재. 캠프 지도자이자 조리사인 애니는 새로이 문을 여는 캠프 크리스털 레이크로 향한다. 애니를 태워준 마을 트럭 운전수는 1957년에 크리스털 레이크에서 어린 소년이 익사했던 이야기를 들려준다. 중간에 애니는 다른 차를 얻어탔다가 운전자에게 목을 그여 사망한다.
캠프에서는 다른 캠프 지도자들이 한참 장소 단장 중이다. 폭풍이 다가오는 가운데 캠프 주인 스티브가 물자를 가지러 떠나고, 네드는 수상한 인물을 포착하고 다가가는데...

## 출연진
캠프 지도자
- 에이드리엔 킹 - 앨리스 하디 역
- 해리 크로즈비 - 빌 브라운 역
- 케빈 베이컨 - 잭 버럴 역
- 저닌 테일러 - 마시 커닝햄 역
- 마크 넬슨 - 네드 루벤스타인 역
- 로리 바트럼 - 브렌다 존스 역
- 로비 모건 - 애니 필립스 역

그 외
- 피터 브라우어 - 스티브 크리스티, 캠프 소유주 역
- 베치 파머 - 보히스 부인 역
- 아리 리먼 - 제이슨 보히스 역
- 렉스 에버하트 - 트럭 운전수 이너스 역

## 기타 제작진
- 협력 제작: 스티브 마이너
- 배역: 줄리 휴스, 배리 모스
- 미술: 버지니아 필드
- 특수 효과: 톰 서비니

## 시청 등급
- 대한민국: 15세 관람가